# 歩危峡

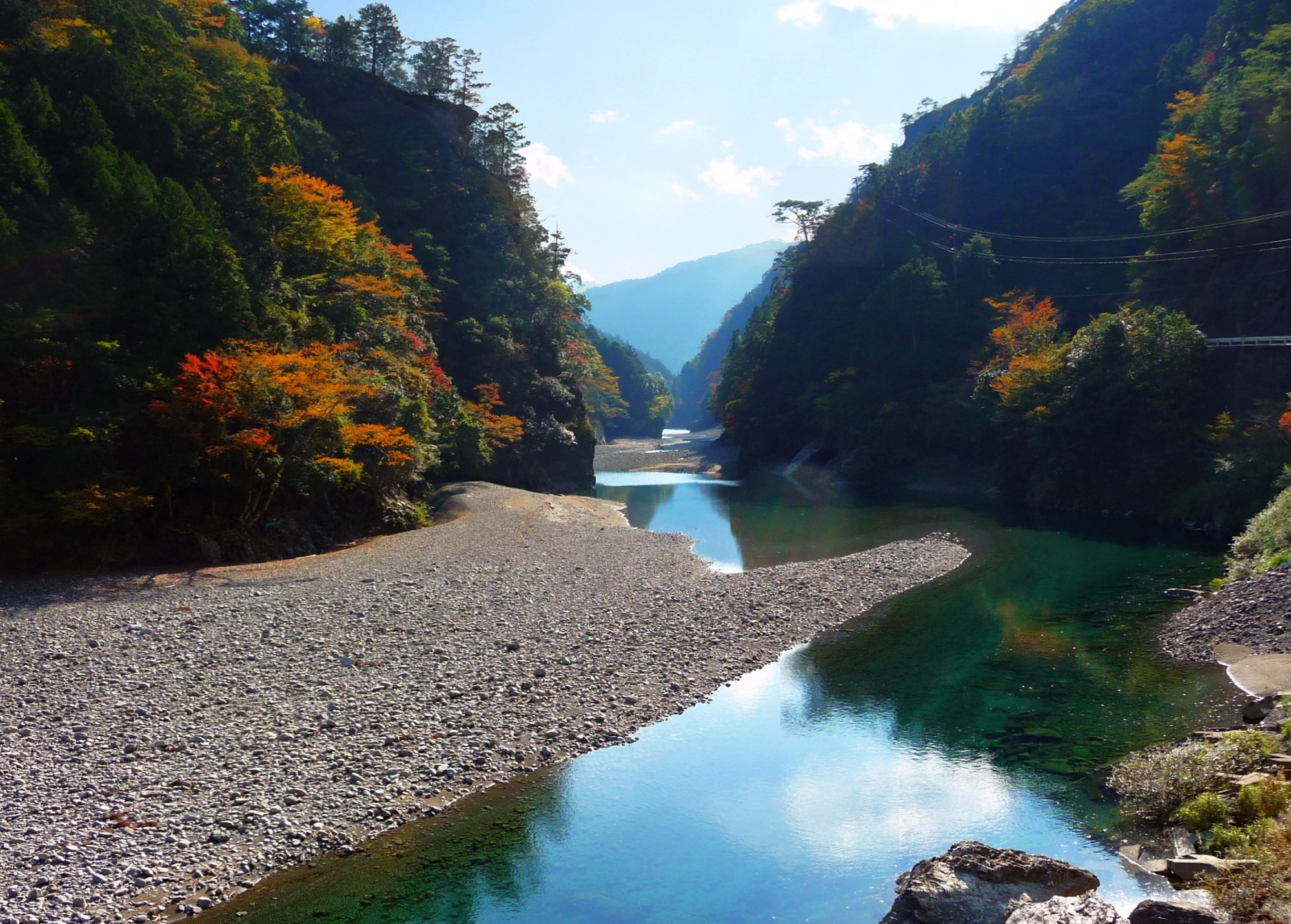
歩危峡

歩危峡（ほききょう）は、徳島県那賀郡那賀町木頭助を流れる那賀川に位置する峡谷。とくしま水紀行50選に選定。

## 概要
那賀川の流れる古堂山北麓に位置する約2kmの峡谷である。
国道195号沿いから眺める歩危峡は、川上から続く蛇行した流れが美しく雄大に見える。春の白ツツジ、夏の深緑、秋の紅葉で知られる。
峡谷の国道脇の数箇所から湧水が湧いており「歩危峡の湧水」として知られており、幹線道路沿いだけにドライブの途中に水を汲みに訪れたりする人が多い。
地名の由来となっている「ホキ」は崩れやすい崖という意味である。

## アクセス
- JR「徳島駅」より車で約120分。
- 徳島バス丹生谷線川口行き終点「川口営業所」徳島バス南部乗り換え「九文名」下車より徒歩約5分。